# Tour de France 1937

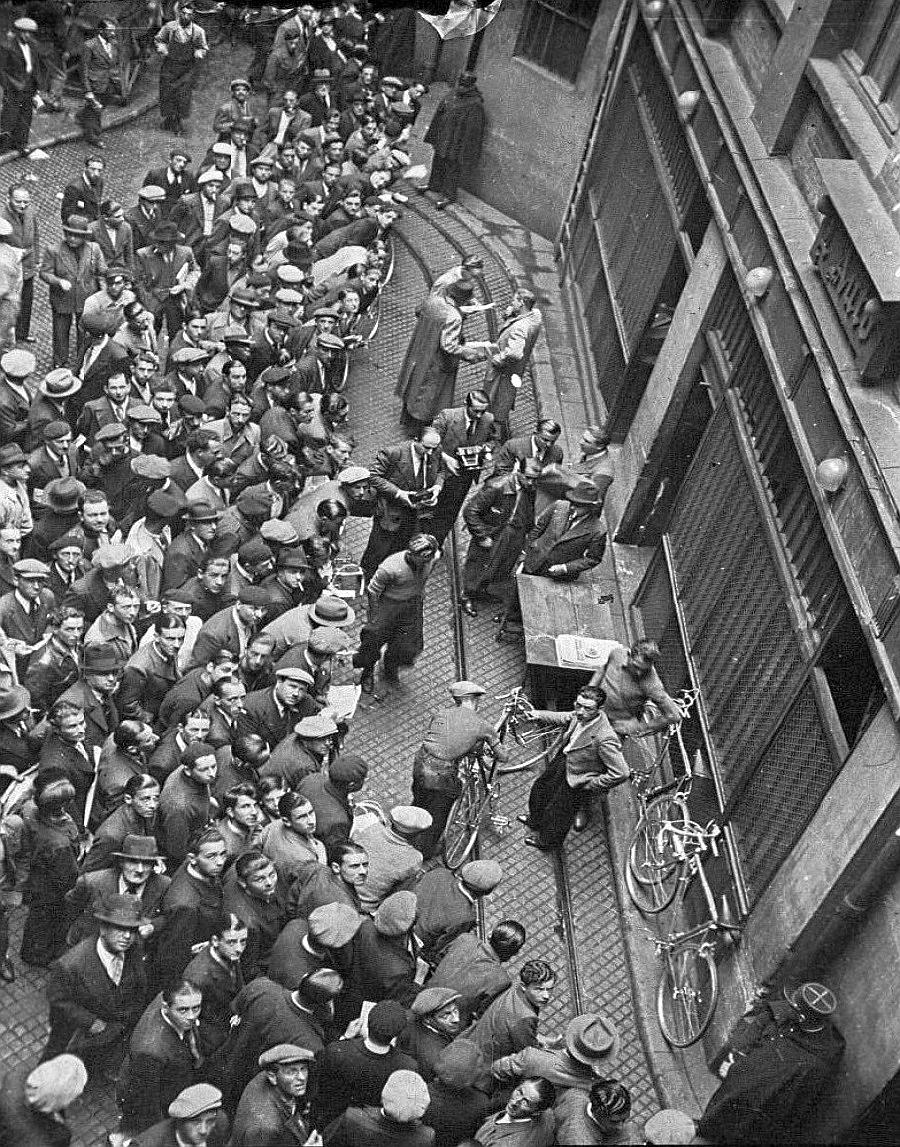
Veille du départ du Tour 1937, le 29 juin au siège de L'Auto, 29 faubourg Montmartre (présentation des équipes, pointages, autographes à la foule...)

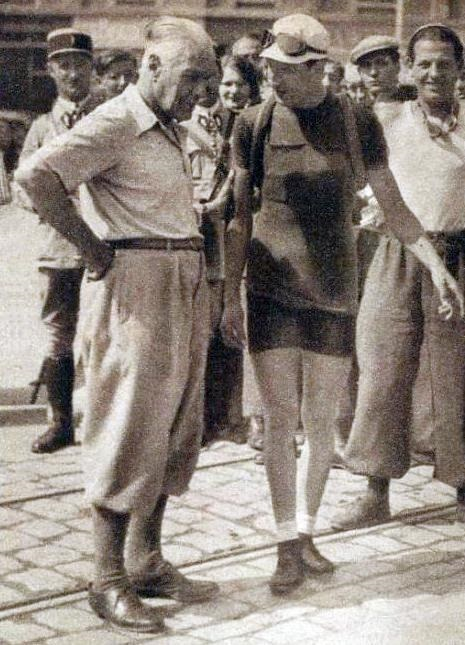
Henri Desgrange et Gino Bartali, discutant sur le Tour de France 1937.

Le Tour de France 1937, 31e édition du Tour de France, s'est déroulé du 30 juin au 25 juillet 1937 sur 20 étapes pour 4 415 km.
La course a été remportée par le coureur français Roger Lapébie.

## Parcours
Le Tour de France 1937 s'inscrit dans la période de 1905 à 1951, durant laquelle le parcours de la course réalise un « chemin de ronde », collant aux frontières de l'Hexagone.
La course commence à Paris et dans sa banlieue, comme toutes les ans jusqu'en 1950, à l'exception de 1926. Le départ est donné au Vésinet, après un défilé dans les rues de Paris depuis le siège de L'Auto, rue du Faubourg-Montmartre. Le parc des Princes accueille l'arrivée du Tour de 1903 à 1967.
Ce Tour se caractérise par de nombreuses étapes fractionnées en deux ou trois secteurs, soit 31 arrivées d'étapes différentes.
Lons-le-Saulnier et Champagnole (Jura), Bourg-Madame (Pyrénées-Orientales) et Royan (Charente-Inférieure) sont villes-étapes pour la première fois.

## Participation
De 1930 à 1961, le Tour de France est disputé par équipes nationales. Neuf équipes participent à cette édition : la Belgique, l'Italie, l'Allemagne et la France ont dix coureurs, l'Espagne, les Pays-Bas, la Suisse et le Luxembourg ont six coureurs, et deux coureurs britanniques et un Canadien forment une équipe mixte. Trente et un « individuels » s'ajoutent à ces équipes pour former un peloton de 98 coureurs.
Après avoir gagné son deuxième Tour d'Italie au printemps, Gino Bartali est appelé à disputer pour la première fois le Tour de France. Il décline d'abord cette invitation, suivant les conseils de ses médecins, puis se résigne à participer à la « grande boucle », pressé par une « campagne diffamatoire » du Popolo d'Italia.

## Règlement
- Nouveautés :
  - le dérailleur est autorisé pour la première fois. Interdit par Henri Desgrange qui voit en ce dispositif un nivellement des valeurs et un privilège aux plus astucieux, le nouveau directeur du tour Jacques Goddet permet son utilisation à l'époque de l'instauration des congés payés pour les classes populaires, « amenant une nuance dans le travail que doit accomplir le cycliste »[5].
  - une camionnette par équipe (avec matériel et personnel).

800 000 francs de prix sont distribués, dont 200 000 au vainqueur du classement général.

## Déroulement de la course
- Un oubli de comptabilisation de pénalité lors de la 8e étape et l'attribution du maillot jaune au 2e du classement général au soir de la 9e étape a rendu possible le départ de 2 coureurs avec le maillot jaune pour la 10e étape, le 11 juillet : Sylvère Maes 1er et Mario Vicini 2e du classement général[7].
- À la fin de la 16e étape à Bordeaux, une pénalité de 15 secondes pour le maillot jaune du moment, Sylvère Maes, provoque sa colère et son abandon du Tour avec toute l'équipe belge[8],[9],.
- Félicien Vervaecke remporte le grand prix de la montagne bien qu'il n'ait pas terminé l'épreuve.

## Étapes
| Étape,        | Date        | Villes étapes                   |                              | Distance (km)         | Vainqueur d’étape                | Leader du classement général |
| ------------- | ----------- | ------------------------------- | ---------------------------- | --------------------- | -------------------------------- | ---------------------------- |
| 1re étape     | 30 juin     | Paris - Le Vésinet – Lille      | Étape de plaine              | 263                   | Jean Majerus                     | Jean Majerus                 |
| 2e étape      | 1er juillet | Lille – Charleville             | Étape de plaine              | 192                   | Maurice Archambaud               | Jean Majerus                 |
| 3e étape      | 2 juillet   | Charleville – Metz              | Étape de plaine              | 161                   | Walter Generati                  | Marcel Kint                  |
| 4e étape      | 3 juillet   | Metz – Belfort                  | Étape de montagne            | 220                   | Erich Bautz                      | Erich Bautz                  |
| 5e étape (a)  | 4 juillet   | Belfort – Lons-le-Saunier       | Étape de plaine              | 175                   | Henri Puppo                      | Erich Bautz                  |
| 5e étape (b)  | 4 juillet   | Lons-le-Saunier – Champagnole   | Contre-la-montre par équipes | 34                    | Sylvère Maes                     | Erich Bautz                  |
| 5e étape (c)  | 4 juillet   | Champagnole – Genève (SUI)      | Étape de plaine              | 93                    | Léo Amberg                       | Erich Bautz                  |
|               | 5 juillet   | Genève (SUI)                    | Jour de repos                | Journée de repos no 1 | Journée de repos no 1            | Journée de repos no 1        |
| 6e étape      | 6 juillet   | Genève (SUI) – Aix-les-Bains    | Étape de montagne            | 180                   | Gustaaf Deloor                   | Erich Bautz                  |
| 7e étape      | 7 juillet   | Aix-les-Bains – Grenoble        | Étape de montagne            | 228                   | Gino Bartali                     | Gino Bartali                 |
| 8e étape      | 8 juillet   | Grenoble – Briançon             | Étape de montagne            | 194                   | Otto Weckerling                  | Gino Bartali                 |
| 9e étape      | 9 juillet   | Briançon – Digne                | Étape de montagne            | 220                   | Roger Lapébie                    | Sylvère Maes                 |
|               | 10 juillet  | Digne                           | Jour de repos                | Journée de repos no 2 | Journée de repos no 2            | Journée de repos no 2        |
| 10e étape     | 11 juillet  | Digne – Nice                    | Étape de montagne            | 251                   | Félicien Vervaecke               | Sylvère Maes                 |
|               | 12 juillet  | Nice                            | Jour de repos                | Journée de repos no 3 | Journée de repos no 3            | Journée de repos no 3        |
| 11e étape (a) | 13 juillet  | Nice – Toulon                   | Étape de plaine              | 169                   | Éloi Meulenberg                  | Sylvère Maes                 |
| 11e étape (b) | 13 juillet  | Toulon – Marseille              | Contre-la-montre par équipes | 65                    | Gustave Danneels                 | Sylvère Maes                 |
| 12e étape (a) | 14 juillet  | Marseille – Nîmes               | Étape de plaine              | 112                   | Alphonse Antoine                 | Sylvère Maes                 |
| 12e étape (b) | 14 juillet  | Nîmes – Montpellier             | Étape de plaine              | 51                    | René Pedroli                     | Sylvère Maes                 |
| 13e étape (a) | 15 juillet  | Montpellier – Narbonne          | Étape de plaine              | 103                   | Francesco Camusso                | Sylvère Maes                 |
| 13e étape (b) | 15 juillet  | Narbonne – Perpignan            | Étape de plaine              | 63                    | Éloi Meulenberg                  | Sylvère Maes                 |
|               | 16 juillet  | Perpignan                       | Jour de repos                | Journée de repos no 4 | Journée de repos no 4            | Journée de repos no 4        |
| 14e étape (a) | 17 juillet  | Perpignan – Bourg-Madame        | Étape de plaine              | 99                    | Éloi Meulenberg                  | Sylvère Maes                 |
| 14e étape (b) | 17 juillet  | Bourg-Madame – Ax-les-Thermes   | Étape de montagne            | 59                    | Mariano Cañardo                  | Sylvère Maes                 |
| 14e étape (c) | 17 juillet  | Ax-les-Thermes – Luchon         | Étape de montagne            | 167                   | Éloi Meulenberg                  | Sylvère Maes                 |
|               | 18 juillet  | Luchon                          | Jour de repos                | Journée de repos no 5 | Journée de repos no 5            | Journée de repos no 5        |
| 15e étape     | 19 juillet  | Luchon – Pau                    | Étape de montagne            | 194                   | Julián Berrendero                | Sylvère Maes                 |
|               | 20 juillet  | Pau                             | Jour de repos                | Journée de repos no 6 | Journée de repos no 6            | Journée de repos no 6        |
| 16e étape     | 21 juillet  | Pau – Bordeaux                  | Étape de plaine              | 235                   | Paul Chocque                     | Sylvère Maes                 |
| 17e étape (a) | 22 juillet  | Bordeaux – Royan                | Étape de plaine              | 123                   | Erich Bautz                      | Roger Lapébie                |
| 17e étape (b) | 22 juillet  | Royan – Saintes                 | Étape de plaine              | 37                    | Adolf Braeckeveldt Heinz Wengler | Roger Lapébie                |
| 17e étape (c) | 22 juillet  | Saintes – La Rochelle           | Étape de plaine              | 67                    | Roger Lapébie                    | Roger Lapébie                |
| 18e étape (a) | 23 juillet  | La Rochelle – La Roche-sur-Yon  | Contre-la-montre par équipes | 81                    | Roger Lapébie                    | Roger Lapébie                |
| 18e étape (b) | 23 juillet  | La Roche-sur-Yon – Rennes       | Étape de plaine              | 172                   | Paul Chocque                     | Roger Lapébie                |
| 19e étape (a) | 24 juillet  | Rennes – Vire                   | Étape de plaine              | 114                   | Raymond Passat                   | Roger Lapébie                |
| 19e étape (b) | 24 juillet  | Vire – Caen                     | Contre-la-montre par équipes | 59                    | Léo Amberg                       | Roger Lapébie                |
| 20e étape     | 25 juillet  | Caen – Paris - Parc des Princes | Étape de plaine              | 234                   | Edward Vissers                   | Roger Lapébie                |

## Classements

### Classement général final
| Classement général | Classement général  | Classement général   | Classement général | Classement général   |
|                    | Coureur             | Pays                 | Équipe             | Temps                |
| ------------------ | ------------------- | -------------------- | ------------------ | -------------------- |
| 1er                | Roger Lapébie       | France               | France             | en 138 h 58 min 31 s |
| 2e                 | Mario Vicini        | Italie               | Individuel         | + 7 min 17 s         |
| 3e                 | Léo Amberg          | Suisse               | Suisse             | + 26 min 13 s        |
| 4e                 | Francesco Camusso   | Italie               | Italie             | + 26 min 53 s        |
| 5e                 | Sylvain Marcaillou  | France               | France             | + 35 min 36 s        |
| 6e                 | Edward Vissers      | Belgique             | Individuel         | + 38 min 13 s        |
| 7e                 | Paul Chocque        | France               | France             | + 1 h 5 min 19 s     |
| 8e                 | Pierre Gallien      | France               | Individuel         | + 1 h 6 min 33 s     |
| 9e                 | Erich Bautz         | Reich allemand       | Allemagne          | + 1 h 6 min 41 s     |
| 10e                | Jean Fréchaut       | France               | Individuel         | + 1 h 24 min 34 s    |
| 11e                | Herbert Muller (en) | Belgique             | Individuel         | + 1 h 26 min 51 s    |
| 12e                | Raymond Passat      | France               | Individuel         | + 1 h 27 min 58 s    |
| 13e                | Marcel Laurent      | France               | Individuel         | + 1 h 31 min 57 s    |
| 14e                | Oskar Thierbach     | Reich allemand       | Allemagne          | + 1 h 34 min 27 s    |
| 15e                | Julián Berrendero   | République espagnole | Espagne            | + 1 h 34 min 48 s    |
| 16e                | Gustaaf Deloor      | Belgique             | Individuel         | + 1 h 36 min 3 s     |
| 17e                | Victor Cosson       | France               | Individuel         | + 1 h 38 min 55 s    |
| 18e                | Jean-Marie Goasmat  | France               | Individuel         | + 1 h 39 min 36 s    |
| 19e                | Sauveur Ducazeaux   | France               | Individuel         | + 1 h 41 min 21 s    |
| 20e                | Robert Oubron       | France               | Individuel         | + 1 h 46 min 9 s     |
| 21e                | Robert Tanneveau    | France               | France             | + 1 h 47 min 3 s     |
| 22e                | Adolf Braeckeveldt  | Belgique             | Individuel         | + 1 h 52 min 29 s    |
| 23e                | Henri Puppo         | France               | Individuel         | + 1 h 56 min 38 s    |
| 24e                | Giuseppe Martano    | Italie               | Italie             | + 1 h 58 min 33 s    |
| 25e                | Fabien Galateau     | France               | Individuel         | + 2 h 4 min 20 s     |
| modifier           |                     |                      |                    |                      |

Notes :
1. ↑  Vicini a débuté le Tour en tant que coureur individuel, mais a été ajouté à l'équipe italienne après l'étape 18a.

### Classements annexes finals
| Classement du Prix du meilleur grimpeur | Classement du Prix du meilleur grimpeur | Classement du Prix du meilleur grimpeur | Classement du Prix du meilleur grimpeur | Classement du Prix du meilleur grimpeur |
| --------------------------------------- | --------------------------------------- | --------------------------------------- | --------------------------------------- | --------------------------------------- |
|                                         | Coureur                                 | Pays                                    | Équipe                                  | Point(s)                                |
| 1er                                     | Félicien Vervaecke                      | Belgique                                | Belgique                                | 114 points                              |
| 2e                                      | Mario Vicini                            | Italie                                  | Individuel                              | 96 pts                                  |
| 3e                                      | Sylvère Maes                            | Belgique                                | Belgique                                | 90 pts                                  |
| 4e                                      | Julián Berrendero                       | République espagnole                    | Espagne                                 | 75 pts                                  |
| 5e                                      | Edward Vissers                          | Belgique                                | Individuel                              | 66 pts                                  |
| modifier                                |                                         |                                         |                                         |                                         |

| Classement du Challenge international, | Classement du Challenge international, | Classement du Challenge international, | Classement du Challenge international, |
|                                        | Équipe                                 | Pays                                   | Temps                                  |
| -------------------------------------- | -------------------------------------- | -------------------------------------- | -------------------------------------- |
| 1re                                    | France                                 | France                                 | en 418 h 36 min 28 s                   |
| 2e                                     | Italie                                 | Italie                                 | + 2 h 54 min 18 s                      |
| 3e                                     | Allemagne                              | Reich allemand                         | + 3 h 12 min 22 s                      |
| 4e                                     | Suisse                                 | Suisse                                 | + 3 h 57 min 35 s                      |
| 5e                                     | Espagne                                | République espagnole                   | + 10 h 4 min 7 s                       |
| 6e                                     | Luxembourg                             | Luxembourg                             | + 10 h 42 min 1 s                      |
| modifier                               |                                        |                                        |                                        |

### Évolution des classements
| Étape              | Vainqueur                            | Classement général | Classement de la montagne | Challenge international |
| ------------------ | ------------------------------------ | ------------------ | ------------------------- | ----------------------- |
| 1                  | Jean Majerus                         | Jean Majerus       | Non décerné               | Luxembourg              |
| 2                  | Maurice Archambaud                   | Jean Majerus       | Non décerné               | France                  |
| 3                  | Walter Generati                      | Marcel Kint        | Non décerné               | Belgique                |
| 4                  | Erich Bautz                          | Erich Bautz        | Erich Bautz               | Allemagne               |
| 5a                 | Henri Puppo                          | Erich Bautz        | Erich Bautz               | Luxembourg              |
| 5b                 | Sylvère Maes                         | Erich Bautz        | Erich Bautz               | Luxembourg              |
| 5c                 | Leo Amberg                           | Erich Bautz        | Erich Bautz               | Luxembourg              |
| 6                  | Gustaaf Deloor                       | Erich Bautz        | Gino Bartali              | Belgique                |
| 7                  | Gino Bartali                         | Gino Bartali       | Gino Bartali              | France                  |
| 8                  | Otto Weckerling                      | Gino Bartali       | Gino Bartali              | France                  |
| 9                  | Roger Lapébie                        | Sylvère Maes       | Félicien Vervaecke        | Belgique                |
| 10                 | Félicien Vervaecke                   | Sylvère Maes       | Félicien Vervaecke        | Belgique                |
| 11a                | Eloi Meulenberg                      | Sylvère Maes       | Félicien Vervaecke        | Belgique                |
| 11b                | Gustave Danneels                     | Sylvère Maes       | Félicien Vervaecke        | Belgique                |
| 12a                | Alphonse Antoine                     | Sylvère Maes       | Félicien Vervaecke        | Belgique                |
| 12b                | René Pedroli                         | Sylvère Maes       | Félicien Vervaecke        | Belgique                |
| 13a                | Francesco Camusso                    | Sylvère Maes       | Félicien Vervaecke        | Belgique                |
| 13b                | Eloi Meulenberg                      | Sylvère Maes       | Félicien Vervaecke        | Belgique                |
| 14a                | Eloi Meulenberg                      | Sylvère Maes       | Félicien Vervaecke        | Belgique                |
| 14b                | Mariano Canardo                      | Sylvère Maes       | Félicien Vervaecke        | Belgique                |
| 14c                | Eloi Meulenberg                      | Sylvère Maes       | Félicien Vervaecke        | Belgique                |
| 15                 | Julian Berrendero                    | Sylvère Maes       | Félicien Vervaecke        | Belgique                |
| 16                 | Paul Chocque                         | Sylvère Maes       | Félicien Vervaecke        | Belgique                |
| 17a                | Erich Bautz                          | Roger Lapébie      | Félicien Vervaecke        | France                  |
| 17b                | Adolph Braeckeveldt et Heinz Wengler | Roger Lapébie      | Félicien Vervaecke        | France                  |
| 17c                | Roger Lapébie                        | Roger Lapébie      | Félicien Vervaecke        | France                  |
| 18a                | Roger Lapébie                        | Roger Lapébie      | Félicien Vervaecke        | France                  |
| 18b                | Paul Chocque                         | Roger Lapébie      | Félicien Vervaecke        | France                  |
| 19a                | Raymond Passat                       | Roger Lapébie      | Félicien Vervaecke        | France                  |
| 19b                | Leo Amberg                           | Roger Lapébie      | Félicien Vervaecke        | France                  |
| 20                 | Edward Vissers                       | Roger Lapébie      | Félicien Vervaecke        | France                  |
| Classements finals | Classements finals                   | Roger Lapébie      | Félicien Vervaecke        | France                  |

## Liste des coureurs

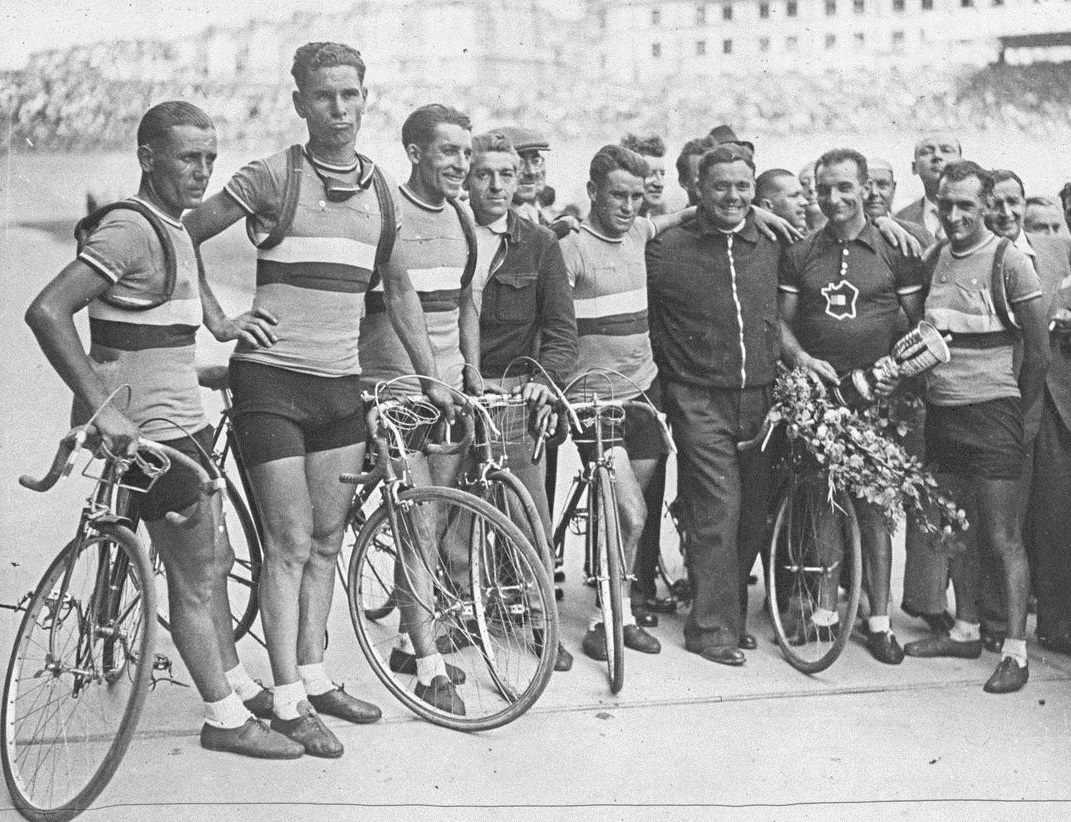
Caen-Paris le 25 juillet. Parc des Princes, (de g. à dr.) Robert Tanneveau, Emile Gamard, Sylvain Marcaillou, Pierre Cloarec, Roger Lapebie, Paul Chocque

La liste ci-dessous présente les coureurs inscrits par numéro de dossard.
| Légende | Légende                                                                    | Légende | Légende                                                    |
| ------- | -------------------------------------------------------------------------- | ------- | ---------------------------------------------------------- |
| Num     | Dossard de départ porté par le coureur sur ce Tour                         | Pos     | Position à l'arrivée de la course                          |
|         | Indique un maillot de champion national ou mondial, suivi de sa spécialité | NP      | Indique un coureur qui n'a pas pris le départ de la course |
| AB      | Indique un coureur qui n'a pas terminé la course                           | HD      | Indique un coureur qui a terminé la course hors des délais |

| Belgique | Belgique                 | Belgique |
| -------- | ------------------------ | -------- |
| Num      | Coureur                  | Pos      |
| 1        | Sylvère Maes (BEL)       | NP-17a   |
| 2        | Félicien Vervaecke (BEL) | NP-17a   |
| 3        | Albert Hendrickx (BEL)   | AB-6     |
| 4        | Robert Wierinckx (BEL)   | NP-17a   |
| 5        | Hubert Deltour (BEL)     | NP-17a   |
| 6        | Albertin Dissaux (BEL)   | NP-17a   |
| 7        | Gustave Danneels (BEL)   | NP-17a   |
| 8        | Jules Lowie (BEL)        | NP-17a   |
| 9        | Marcel Kint (BEL)        | NP-17a   |
| 10       | Éloi Meulenberg (BEL)    | NP-17a   |

| Italie | Italie                  | Italie |
| ------ | ----------------------- | ------ |
| Num    | Coureur                 | Pos    |
| 11     | Gino Bartali (ITA)      | AB-12a |
| 12     | Jules Rossi (ITA)       | AB-8   |
| 13     | Giuseppe Martano (ITA)  | 24e    |
| 14     | Marco Cimatti (ITA)     | AB-5c  |
| 15     | Glauco Servadei (ITA)   | AB-2   |
| 16     | Carlo Romanatti (ITA)   | 36e    |
| 17     | Walter Generati (ITA)   | AB-5c  |
| 18     | Augusto Introzzi (ITA)  | 26e    |
| 19     | Giovanni Valetti (ITA)  | AB-2   |
| 20     | Francesco Camusso (ITA) | 4e     |

| Allemagne | Allemagne                     | Allemagne |
| --------- | ----------------------------- | --------- |
| Num       | Coureur                       | Pos       |
| 21        | Oskar Thierbach (GER)         | 14e       |
| 22        | Ludwig Geyer (GER)            | 28e       |
| 23        | Otto Weckerling (GER)         | 41e       |
| 24        | Erich Bautz (GER)             | 9e        |
| 25        | Heinrich Schultenjohann (GER) | AB-4      |
| 26        | Heinz Wengler (GER)           | 37e       |
| 27        | Reinhold Wendel (GER)         | 45e       |
| 28        | Hermann Schild (GER)          | AB-5c     |
| 29        | Willi Oberbeck (GER)          | AB-5c     |
| 30        | Herbert Hauswald (GER)        | 43e       |

| France | France                   | France |
| ------ | ------------------------ | ------ |
| Num    | Coureur                  | Pos    |
| 31     | Paul Chocque (FRA)       | 7e     |
| 32     | Roger Lapébie (FRA)      | 1er    |
| 33     | René Le Grevès (FRA)     | AB-9   |
| 34     | Émile Gamard (FRA)       | 44e    |
| 35     | Pierre Cloarec (FRA)     | 32e    |
| 36     | Maurice Archambaud (FRA) | AB-7   |
| 37     | Georges Speicher (FRA)   | NP-7   |
| 38     | Louis Thiétard (FRA)     | AB-6   |
| 39     | Robert Tanneveau (FRA)   | 21e    |
| 40     | Sylvain Marcaillou (FRA) | 5e     |

| Espagne | Espagne                 | Espagne |
| ------- | ----------------------- | ------- |
| Num     | Coureur                 | Pos     |
| 41      | Mariano Cañardo (ESP)   | 30e     |
| 42      | Julián Berrendero (ESP) | 15e     |
| 43      | Antonio Prior (ESP)     | AB-11b  |
| 44      | Federico Ezquerra (ESP) | AB-14c  |
| 45      | Rafael Ramos (ESP)      | AB-11b  |
| 46      | Juan Gimeno (ESP)       | AB-9    |

| Hollande | Hollande                  | Hollande |
| -------- | ------------------------- | -------- |
| Num      | Coureur                   | Pos      |
| 47       | Albert van Schendel (NED) | AB-10    |
| 48       | Theo Middelkamp (NED)     | AB-5     |
| 49       | Antoon van Schendel (NED) | 33e      |
| 50       | John Braspennincx (NED)   | AB-5a    |
| 51       | Gerrit van der Ruit (NED) | AB-5c    |
| 52       | Piet van Nek (NED)        | AB-2     |

| Luxembourg | Luxembourg            | Luxembourg |
| ---------- | --------------------- | ---------- |
| Num        | Coureur               | Pos        |
| 53         | Pierre Clemens (LUX)  | AB-8       |
| 54         | Arsène Mersch (LUX)   | 27e        |
| 55         | Mathias Clemens (LUX) | AB-2       |
| 56         | Jean Majerus (LUX)    | AB-8       |
| 57         | François Neuens (LUX) | 38e        |
| 58         | Aloyse Klensch (LUX)  | 46e        |

| Suisse | Suisse                  | Suisse |
| ------ | ----------------------- | ------ |
| Num    | Coureur                 | Pos    |
| 59     | Robert Zimmermann (SUI) | 31e    |
| 60     | René Pedroli (SUI)      | 39e    |
| 61     | Léo Amberg (SUI)        | 3e     |
| 62     | Fritz Saladin (SUI)     | AB-9   |
| 63     | Gottlieb Weber (SUI)    | AB-9   |
| 64     | Paul Egli (SUI)         | 29e    |

| Grande-Bretagne/Canada | Grande-Bretagne/Canada | Grande-Bretagne/Canada |
| ---------------------- | ---------------------- | ---------------------- |
| Num                    | Coureur                | Pos                    |
| 65                     | Charles Holland (GBR)  | AB-14c                 |
| 66                     | Bill Burl (GBR)        | AB-2                   |
| 67                     | Pierre Gachon (CAN)    | AB-1                   |

| Individuels | Individuels              | Individuels |
| ----------- | ------------------------ | ----------- |
| Num         | Coureur                  | Pos         |
| 101         | Adolf Braeckeveldt (BEL) | 22e         |
| 102         | Gustaaf Deloor (BEL)     | 16e         |
| 103         | Herbert Muller (BEL)     | 11e         |
| 104         | Edward Vissers (BEL)     | 6e          |
| 105         | Edoardo Molinar (ITA)    | AB-7        |
| 106         | Mario Vicini (ITA)       | 2e          |
| 107         | Settimio Simonini (ITA)  | AB-9        |
| 108         | Ambrogio Morelli (ITA)   | AB-2        |
| 109         | Pierre Allès (FRA)       | NP-5a       |
| 110         | Pierre Cento (FRA)       | NP-5a       |
| 111         | André Auville (FRA)      | AB-5c       |

| Individuels (suite) | Individuels (suite)      | Individuels (suite) |
| ------------------- | ------------------------ | ------------------- |
| Num                 | Coureur                  | Pos                 |
| 112                 | André Bramard (FRA)      | AB-8                |
| 113                 | Maurice Cacheux (FRA)    | AB-8                |
| 114                 | Bruno Carini (FRA)       | 42e                 |
| 115                 | Victor Cosson (FRA)      | 17e                 |
| 116                 | Gabriel Dubois (FRA)     | 34e                 |
| 117                 | Sauveur Ducazeaux (FRA)  | 19e                 |
| 118                 | Jean Fréchaut (FRA)      | 10e                 |
| 119                 | Fabien Galateau (FRA)    | 25e                 |
| 120                 | Pierre Gallien (FRA)     | 8e                  |
| 121                 | Jean-Marie Goasmat (FRA) | 18e                 |
| 122                 | Robert Godard (FRA)      | AB-7                |

| Individuels (suite) | Individuels (suite)    | Individuels (suite) |
| ------------------- | ---------------------- | ------------------- |
| Num                 | Coureur                | Pos                 |
| 123                 | Jean Goujon (FRA)      | 35e                 |
| 124                 | Marcel Laurent (FRA)   | 13e                 |
| 125                 | Raymond Lemarie (FRA)  | 40e                 |
| 126                 | Paul Maye (FRA)        | AB-5a               |
| 127                 | Robert Oubron (FRA)    | 20e                 |
| 128                 | Raymond Passat (FRA)   | 12e                 |
| 129                 | Henri Puppo (FRA)      | 23e                 |
| 130                 | Joseph Soffietti (FRA) | AB-5c               |
| 134                 | Alphonse Antoine (FRA) | AB-15               |